# Estatua de Buda Dīpankara
Estatua de Buda Dīpankara o Buda Sempaga  es la estatua de Buda más antigua de Indonesia que data del siglo II d. C. Esta estatua también ha sido califcada como la estatua de Buda de bronce más grande de Indonesia. En 2018, esta estatua fue designada como patrimonio cultural nacional en Indonesia.
Esta estatua de  Buda Dīpankara no es un artefacto originario del reino hindú-budista en Indonesia, sino que fue traída por marineros indios a Sulawesi. Esto lo demuestra, en un sentido, la ausencia de un reino hindú-budista en Sulawesi. También se dice que el diseño de la estatua es similar al estilo Amarāvatī del India meridional que se desarrolló entre los siglos II y V El descubrimiento de esta estatua en Sulawesi demuestra que los canales comerciales del archipiélago en aquella época estaban conectados incluso con países extranjeros.
Según Bernert Kempers, la estatua fue descubierta en 1921 en la aldea de Sempaga, al norte de la ciudad de Mamuju, en la costa de la provincia de Sulawesi Occidental. Luego fue llevada a Yakarta y almacenada en el Museo Bataviaasch Genootschap van Kunsten en Wetenschappen, que actualmente se llama Museo nacional de Indonesia. Entre las 141 000 estatuas del Museo Nacional, la de Buda Dīpankara es la más antigua.

## Descripción
Tiene una altura total de 58 cm. Desde que fue descubierta por primera vez, la oreja izquierda y la nariz de la estatua han resultado dañadas. Esta estatua de bronce fue enviada a París, Francia, para ser exhibida en la Exposition Coloniale International en 1931. Sin embargo, el 28 de junio de 1931 se produjo un incendio que destruyó ambas piernas de la estatua hasta los muslos y tanto la derecha como la izquierda. Los brazos estaban rotos hasta las muñecas.

## Fabricación
Esta estatua fue realizada la cera perdida, es decir, vertiendo metal a partir de un modelo de cera recubierto de arcilla.

## Usos
Se cree que la estatua protege a los marineros. Por ello, suele colocarse en el extremo de proa del barco.